# 関門海峡花火大会
関門海峡花火大会（かんもんかいきょう はなびたいかい）は、山口県下関市と福岡県北九州市門司区の関門海峡の両岸で実施される花火大会。
元は下関市の単独行事だったが、1988年より“アジアポートフェスティバル in KANMON”として関門地区のイベントとして行われている。

## 概要
1985年に下関のまちづくり団体「下関21世紀協会」が、お盆を郷里で迎える人たちのために、下関側での単独イベントとして始めたのが第1回であり、第4回となる1988年から「みなと・鉄道100年記念事業協賛花火大会」という位置づけで、門司側でも開催。このときに「アジアポートフェスティバル in　KANMON」の名称が与えられ下関・門司の合同イベントとして開催、今日に至っている。山口、福岡の県境を越え、また日本で唯一、海峡を越えて同一名称で合同開催される花火大会としても知られている。
上記の経緯より、主催団体が下関・門司と別々であり（このため観覧チケットは共通使用できない）、花火の打ち上げも下関側・門司側で別々に行われるが、花火の打ち上げタイミングはほぼそろえられるなど、一体的に運営されている。統一開会式は西暦年の奇数年は門司側で、偶数年は下関側で行われ、双方の関係者が集結する。
門司側では、2013年はJR門司港駅の全面改修工事に伴う混雑緩和策として、門司側での打ち上げが終了後も下関側で5分間程度花火を打ち上げ続けるほか、門司側の会場周辺で地元出身のシンガーソングライター・池端克章によるステージライブも開いて帰宅客の分散化を図ると共に、駅に向かうルートの一部をやや遠回りさせるなどして、混雑緩和を図った。また、警備の人数も警察官は例年より3割多い約260人、警備員は2割増の約720人に増員させた。
2020年5月11日、新型コロナウイルス感染症の拡大を受け、実行委員会はこの年の開催中止を発表した。
2021年5月19日、コロナ感染拡大防止のため、実行委員会は2年連続開催中止を発表した。
2022年は例年の半分の入場者数制限を設けながらも3年ぶりに開催された。
2023年は下関側のあるかぽーと地区でのホテル建設のため、メイン会場が岬之町埠頭へと移された。
2025年の大阪・関西万博で、7月21日夜、花火イベント「JAPANFIREWORKS EXPO」が行われ、「関門海峡花火大会〈門司側〉」が大阪市此花区夢洲で、打ち上げた。
2025年は下関側が大幅増の約10,500発、門司側は従来通りの約7,500発で合計約18,000発の花火となる。

### 主催
- 下関側：下関まつり合同会議、海峡花火大会実行委員会（事務局：一般財団法人 下関21世紀協会）
- 門司側：海峡花火大会実行委員会門司（事務局：特定非営利活動法人 門司まちづくり21世紀の会）

### 会場
下関会場（山口県下関市）
- 下関港（岬之町埠頭付近、あるかぽーと付近、海峡ゆめタワー前22号岸壁付近）
- 下関港（唐戸市場・カモンワーフ） - 主に門司側の花火を見る会場として設置
  - JR下関駅から徒歩15分、またはサンデン交通バス

門司会場（福岡県北九州市門司区）
- 門司港西海岸埋立地一帯（門司港桟橋・関門海峡ミュージアム周辺他）
  - JR門司港駅そば

- どちらの会場にも一角に有料の観覧席が設けられる。2023年大会は「有料チャリティエリア」「環境整備協力エリア」として全ての観覧エリアが有料となった。
- 駐車場がないため、周辺の道路は毎年非常に混雑し渋滞が発生する。関門自動車道の壇之浦PA・めかりPAは混雑回避のために当日午後から夜にかけて閉鎖されることがある[9]。
- JR九州では、混雑緩和のため、小倉駅～門司港駅間は電車が約5分間隔で、臨時運行している。
- JR小倉駅では、東海道・山陽新幹線や特急、北九州モノレール、西鉄バス(小倉駅バスセンター)など一点に小倉駅に下車する為、昼以降長蛇の列ができる。

### 打上玉数
- 約18,000発[1]
関門双方で各約7,500発ずつだったが、2025年は下関市側で3,000発プラスされ、50分で18,000発を撃ちあげる為、西日本の花火大会としては最大級[1]、日本の花火大会としてもトップクラスの規模を誇る花火大会である。筑後川花火大会と共に福岡県では数少ない大規模花火大会のため毎年多くの観客が集まる。

### 見所

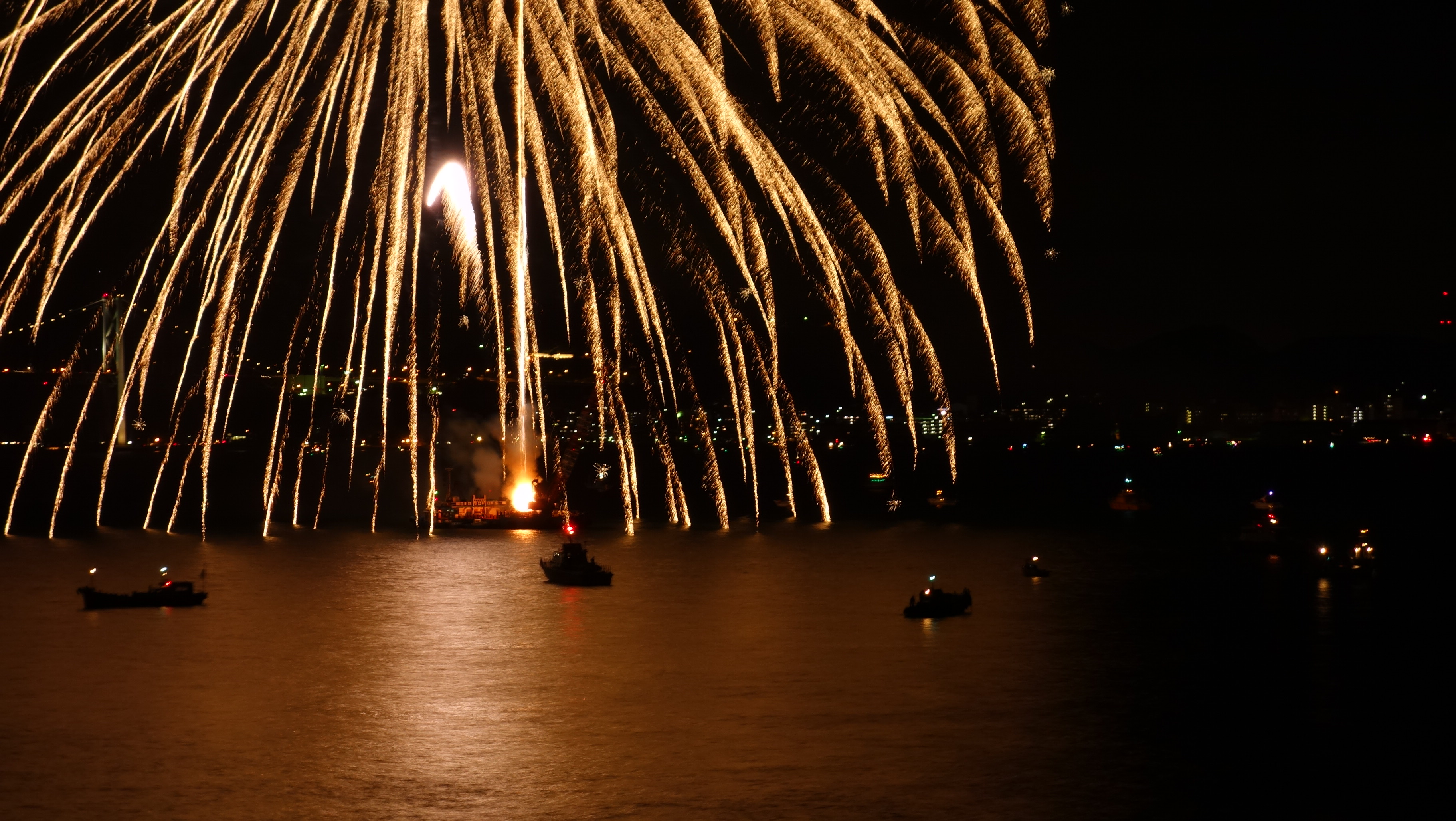
台船から打ち上げられる花火

- 海峡上の台船の上から花火が打ち上げられる。海峡を望む場所であればほぼどこからでも見ることができ、下関側・門司側の花火を同時に楽しむことができる。
- 当日は花火見物のための遊覧船の運航も行われる。下関側は、1尺5寸玉（直径45cm）の大玉を打ち上げる。450m上空で直径450mに花開く。
- 唐戸 - 門司港を結ぶ関門汽船の航路を利用して、渡し船のデッキから両側の花火を見ることができる。ただし桟橋にとどまることはできない。

### 大会テーマ
下関側では2006年以降、毎回大会テーマを設けている。
- 2005年：火花散る。花火咲く。「紅白繚乱」　壇ノ浦。上空の合戦。
- 2006年：海の恵み　空に咲く。～喝采の夏　豊饒の海
- 2007年：二十年の祝祭。～海と空からの祝福
- 2008年：世界へ挑む者たちへ。～より高く、より遠くへ。
- 2009年：波乱の海から　希望の空へ。
- 2010年：夢が駆け抜けた海峡～継ぐ者たちよ、星空に舞え。
- 2011年：火の鳥、復活の空へ飛べ。
- 2012年：厳流島、四百年の宿命。
- 2013年：新生の地。不変の天。
- 2014年：いつか我らが頂へ。
- 2015年：そして今を天上に刻め。
- 2016年：星空の翼、君が信じる夜明けへ。
- 2017年：永久の途上。～ふたつの街のひとつの海で。
- 2018年：維新150年記念大会 明治元年、あの日の未来のその先へ。まだ見ぬ世界の原点へ。
- 2019年：令和元年、決断のエッフェル。
- 2020年：戦う者たちが走れと叫ぶ。（新型コロナウイルス感染拡大により中止）
- 2021年：（新型コロナウイルス感染拡大により中止）
- 2022年：信じる者たちの信じる場所で。
- 2023年：第三世到来。新たな波動の旗手たちへ。
- 2024年：四重の船団。惑わず波乱の海を往け。
- 2025年：一条の正義。誇れ、私たちが繋いできたものを。

### 注記
1. 1 2 3 4  打ち上げ数と観客数は下関側と門司側の合計[1]。